# Министерство экологии и устойчивого развития Колумбии
Министерство окружающей среды, жилищного строительства и территориального развития Колумбии — одно из министерств правительства Колумбии. Оно занимается вопросами защиты окружающей среды, улучшения и доступности питьевой воды, контролирует санитарное состояние жилья.

## Министры
| Срок                 | Имя                             |
| -------------------- | ------------------------------- |
| 1993–1996            | Мануэль Родригес Бесерра        |
| 1996–1997            | Сесилия Лопес Монтаньо          |
| 1997–1998            | Эдуардо Верано де ла Роса       |
| 1998–2002            | Хуан Майр Мальдонадо            |
| 2002–2003            | Сесилия Родригес Гонсалес-Рубио |
| 2003–2007            | Сандра Суарес                   |
| 2007–2008            | Хуан Лосано Рамирес             |
| 2008–2010            | Карлос Коста Посада             |
| 2010–2012            | Беатрис Урибе Ботеро            |
| 2012–2012            | Фрэнк Перл                      |
| 2012–2013            | Хуан Габриэль Урибе             |
| 2013–2014            | Луз Хелена Сармьенто            |
| 2014–2016            | Габриэль Вальехо                |
| 2016–2018            | Луис Жилберто Мурильо           |
| 2018–2020            | Рикардо Лозано Пикон            |
| 2020–настоящее время | Карлос Эдуардо Корреа           |